# Łysa Góra (Pasmo Łososińskie)

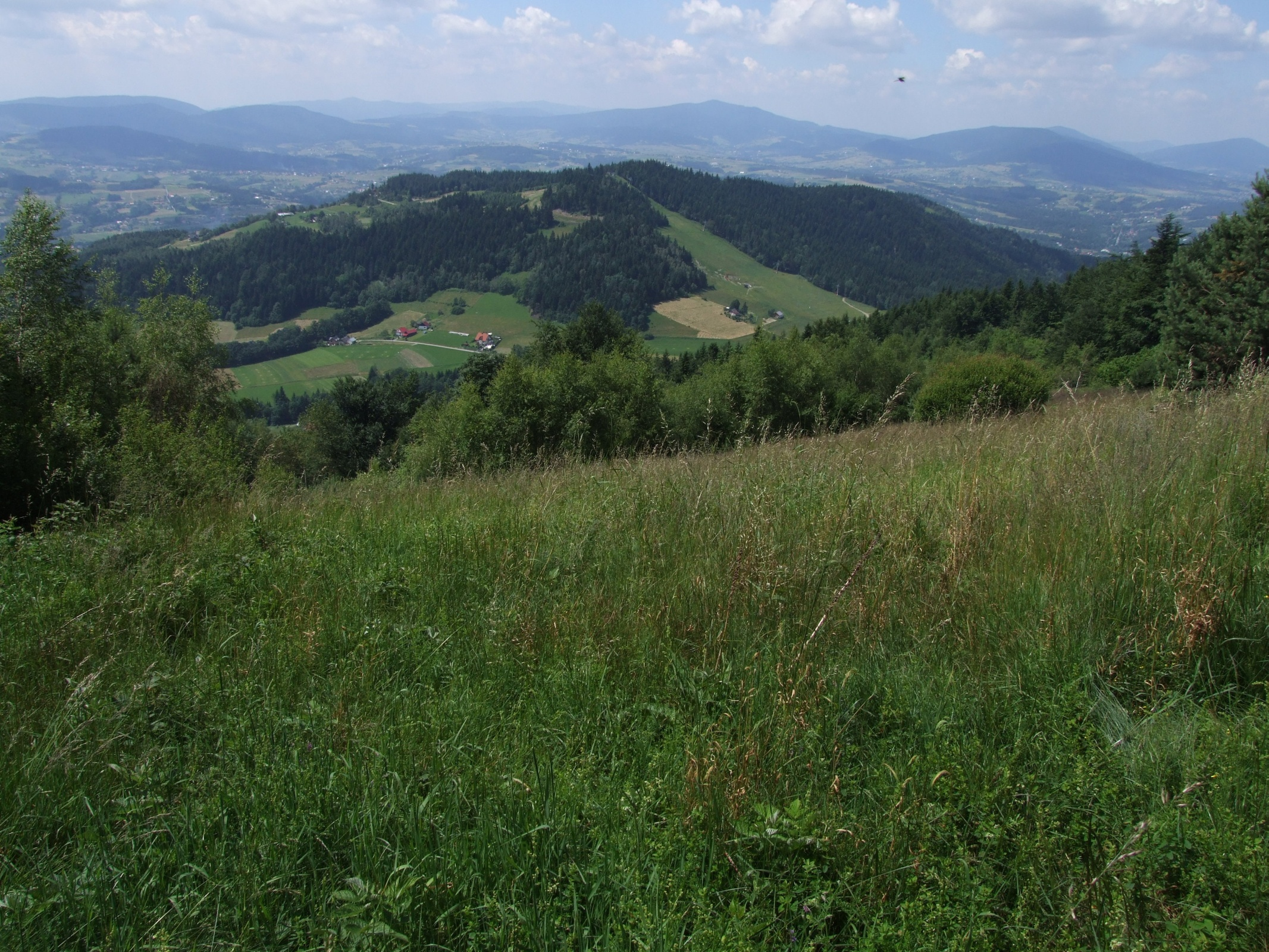
Łysa Góra od północnej strony (z Polany Stoły

Łysa Góra (781 m n.p.m.) – szczyt górski w Beskidzie Wyspowym pomiędzy Limanową a Mordarką. Sąsiaduje z Miejską Górą (716 m n.p.m.), oddzielony od niej płytką przełęczą. Obydwa te szczyty znajdują się w niższej, południowej części Pasma Łososińskiego.
Łysa Góra ma wydłużony, dwuwierzchołkowy grzbiet. Na jego wyższym wierzchołku, bliższym Miejskiej Górze, znajduje się punkt triangulacyjny. Od południowej strony stoki Łysej Góry opadają do doliny potoku Mordarka, od północnej do wyżej położonej doliny potoku Skrudlak, która to dolina oddziela Łysą Górę od głównego grzbietu Pasma Łososińskiego. Na wschodnim zboczu Łysej Góry niewielka jaskinia zwana Schronisko w Łysej Górze (długość 7 m). Po stronie dolinki potoku Skrudlak tzw. Oczy Limanowej - zespół kilku małych stawków, powstałych w pierwszych latach XXI w. w wyniku osunięcia gruntów.
Szczyt prawie w całości zalesiony, nie oferuje szerszych widoków. Widoki roztaczają się natomiast z południowo-wschodniego ramienia Łysej Góry, gdzie na wysokości ok. 730 m znajduje się tzw. Stary Krzyż. Pierwszy, drewniany krzyż stanął tu w 1899 r. Obecny, betonowy krzyż o wysokości 15 m wzniesiono na jego miejscu w latach 60. XX w. W pobliżu krzyża, na północnym stoku znajduje się Stacja Narciarska Limanowa-Ski z wyciągiem krzesełkowym i 2 wyciągami orczykowymi. Jej dolna stacja znajduje się na osiedlu Molówka pomiędzy Łysą Górą a głównym grzbietem Pasma Łososińskiego.
W grudniu 1914 przez Limanową przebiegała linia frontu austriacko-rosyjskiego. Na Łysej Górze wojska austriackie zainstalowały stanowiska artyleryjskie. Największa bitwa miała miejsce na Jabłońcu, ale krwawa bitwa na bagnety odbyła się również 10 grudnia na Łysej Górze. Ostatecznie wojskom austriackim udało się wyprzeć Rosjan.
Ze szczytem Łysej Góry związane są legendy. Według jednej z nich w Niedzielę Palmową na jej szczycie diabeł suszy pieniądze, które trzyma ukryte w jaskini. Według innej legendy istniała tutaj dawniej w miejscach o nazwie „Karczmisko” i „Kościelisko” osada, która zapadła się pod ziemią. Była to kara za złe prowadzenie się jej mieszkańców. Legendy te mogą mieć swoje wytłumaczenie w niezbadanej jeszcze szczelinie pęknięcia tektonicznego przebiegającego przez cały garb Łysej Góry.

## Szlaki turystyczne
– niebieski z Limanowej przez Łysą Górę, Sałasz i Jaworz do Rożnowa.
 – odchodzący pod lasem Miejskiej Góry od niebieskiego szlaku żółty szlak przez Łysą Górę i szczyt Miejskiej Góry. Zatacza on pętlę i inną drogą powraca do tego samego miejsca pod lasem.
 – rowerowy, żółty (pętla z Limanowej przez główny wierzchołek i Miejską Górę).